# Niedersachsen
Niedersachsen eller Nedersaksen er en delstat i det nordvestlige Tyskland med 8.004.489 (31. december 2024) indbyggere og et areal på 47.600 km². Den ligger ud til Nordsøen og grænser til Slesvig-Holsten, Hamburg, Mecklenburg-Vorpommern, Brandenburg, Sachsen-Anhalt, Thüringen, Hessen, Nordrhein-Westfalen og Holland, samt Bremen der ligger som en enklave midt i delstaten. Hovedstaden er Hannover, og andre vigtige byer er Wolfsburg, Braunschweig, Osnabrück, Oldenburg og Göttingen.
Navnet stammer fra folkeslaget sakserne.

## Administrativ opdeling
1. Januar 2005 blev Regierungsbezirke Braunschweig, Hannover, Lüneburg og Weser-Ems nedlagt.
Delstaten er delt op i 425 kommuner, hørende under 37 Landkreise, et kommunalt samarbejde der kaldes en Region og otte kreisfrie kommuner.

### Landkreise og Region
Niedersachsen består af følgende Landkreise og en Region:
| 01. Ammerland 02. Aurich 03. Grafschaft Bentheim 04. Celle 05. Cloppenburg 06. Cuxhaven 07. Diepholz 08. Emsland 09. Friesland 10. Gifhorn 11. Goslar 12. Göttingen 13. Hameln-Pyrmont 14. Region Hannover 15. Harburg 16. Helmstedt 17. Hildesheim 18. Holzminden 19. Leer | 20. Lüchow-Dannenberg 21. Lüneburg 22. Nienburg/Weser 23. Northeim 24. Oldenburg 25. Osnabrück 26. Osterholz 27. Osterode am Harz 28. Peine 29. Rotenburg 30. Schaumburg 31. Heidekreis 32. Stade 33. Uelzen 34. Vechta 35. Verden 36. Wesermarsch 37. Wittmund 38. Wolfenbüttel |

### Kreisfrie kommuner
| 1. Braunschweig 2. Delmenhorst 3. Emden 4. Oldenburg | 5. Osnabrück 6. Salzgitter 7. Wilhelmshaven 8. Wolfsburg |

### Største kommuner efter indbyggertal
|    | By                     | Landkreis           | Indbyggere 31. dec. 2000 | Indbyggere 30. juni 2006 | indbyggere 30. juni 2021 |
| -- | ---------------------- | ------------------- | ------------------------ | ------------------------ | ------------------------ |
| 1  | Hannover               | Region Hannover     | 515.001                  | 515.559                  | 534.147                  |
| 2  | Braunschweig           | kreisfri            | 245.816                  | 245.141                  | 247.407                  |
| 3  | Oldenburg              | kreisfri            | 154.832                  | 158.600                  | 169.203                  |
| 4  | Osnabrück              | kreisfri            | 164.101                  | 163.357                  | 164.048                  |
| 5  | Wolfsburg              | kreisfri            | 121.805                  | 120.881                  | 123.629                  |
| 6  | Göttingen              | Göttingen           | 124.132                  | 121.531                  | 116.754                  |
| 7  | Salzgitter             | kreisfri            | 112.302                  | 107.267                  | 103.710                  |
| 8  | Hildesheim             | Hildesheim          | 103.909                  | 102.486                  | 100.339                  |
| 9  | Delmenhorst            | kreisfri            | 76.644                   | 75.672                   | 77.502                   |
| 10 | Lüneburg               | Lüneburg            | 67.398                   | 71.909                   | 75.456                   |
| 11 | Wilhelmshaven          | kreisfri            | 85.287                   | 83.238                   | 75.087                   |
| 12 | Celle                  | Celle               | 72.127                   | 71.385                   | 69.327                   |
| 13 | Garbsen                | Region Hannover     | 63.269                   | 63.073                   | 60.723                   |
| 14 | Hameln                 | Hameln-Pyrmont      | 58.807                   | 58.696                   | 57.233                   |
| 15 | Lingen (Ems)           | Emsland             | 51.684                   | 51.428                   | 55.444                   |
| 16 | Langenhagen            | Region Hannover     | 49.432                   | 51.004                   | 54.779                   |
| 17 | Nordhorn               | Grafschaft Bentheim | 51.968                   | 53.159                   | 53.922                   |
| 18 | Wolfenbüttel           | Wolfenbüttel        | 54.690                   | 54.344                   | 52.054                   |
| 19 | Peine                  | Peine               | 49.494                   | 49.924                   | 50.383                   |
| 20 | Goslar                 | Goslar              | 55.841                   | 54.245                   | 50.070                   |
| 21 | Emden                  | kreisfri            | 50.963                   | 51.692                   | 49.611                   |
| 22 | Cuxhaven               | Cuxhaven            | 53.391                   | 52.177                   | 48.366                   |
| 23 | Stade                  | Stade               | 44.929                   | 45.949                   | 47.373                   |
| 24 | Melle                  | Osnabrück           | 45.390                   | 46.538                   | 46.804                   |
| 25 | Neustadt am Rübenberge | Region Hannover     | 45.026                   | 45.717                   | 44.586                   |

## Geografi

### Floder
Aller – Große Aue – Böhme – Dumme – Elben – Ems – Hamme – Hase – Hunte – Ilmenau – Jade – Jeetzel – Jümme – Leda – Leine – Luhe – Oker – Ochtum – Örtze – Oste – Rhume – Schunter – Vechte – Weser – Wietze (biflod til Aller) – Wietze (biflod til Örtze) – Wümme

### Søer
Dümmer – Steinhuder Meer – Zwischenahner Meer – Großes Meer

### Opstemmede søer
Alfsee – Granetalsperre – Innerstetalsperre – Maschsee – Odertalsperre – Okertalsperre – Salzgittersee – Sösetalsperre

### Bjerge
Achtermannshöhe – Dammer Berge – Deister – Die Gleichen – Süntel – Wurmberg

### Landskaber regioner
Altes Land – Ammerland – Braunschweiger Land – Butjadingen – Deister-Sünteltal – Drawehn – Eichsfeld – Elbe-Weser-Dreieck – Elm – Emsland – Friesland – gest – Land Hadeln – Harlingerland – Harzen – Hildesheimer Börde – Hümmling – Jeverland – Leinebergland – Lüneburger Heide – Mittelweserregion – Oldenburger Land – Oldenburger Münsterland – Osnabrücker Land – Osterholzer Geest – Ostfalen – Ostfriesland – Rheiderland – Saterland – Schaumburger Land – Stadland – Stedingen – Teufelsmoor – Wendland – Weserbergland – Wesermarsch – Weserniederung – Wesertal – Wildeshauser Geest – Wingst – Land Wursten – Wümmeniederung

### Øer
Borkum – Juist – Norderney – Baltrum – Langeoog – Spiekeroog – Wangerooge (siehe auch: Ostfriesische Inseln) – Großer Knechtsand – Kachelotplate – Lütje Hörn- Mellum – Memmert – Minsener Oog

### Beskyttede naturområder
Breites Wasser – Nationalpark Niedersächsisches Wattenmeer – Naturpark Steinhuder Meer – Naturpark Weserbergland Schaumburg-Hameln – Lüneburger Heide – Wildeshauser Geest – Harz – Drömling -Naturpark Elm-Lappwald – Naturpark Elbufer-Drawehn